# آن رومني
آن لويس رومني (بالإنجليزية: Ann Romney)‏ (مواليد 16 أبريل 1949) هي زوجة رجل الأعمال والسياسي الاميركي ميت رومني ، المرشح الجمهوري في الانتخابات الأمريكية الرئاسية في عام 2012 وسيدة ماساتشوستس الأولى من عام 2003-2007 بينما كان زوجها شغل منصب حاكم ولاية.
تزوجت من مت رومني (حاكم ماساشوستس لا حقا والمرشح الجمهوري للانتخابات الرئاسية الاميركية 2012) في العام 1969 و انجبا 5 اولاد هم تاج وماثيو و جوشوا وبنجامين و كريـغ.
عانت اّن رومني من مرض التصلب اللويحي في العام 1998. لكنها تعلمت التعايش معه بعلاجات وخز بالإبر والريفليكسلوجي

## روابط خارجية
- آن رومني على موقع IMDb (الإنجليزية)
- آن رومني على موقع إن إن دي بي (الإنجليزية)
- آن رومني على موقع قاعدة بيانات الفيلم (الإنجليزية)